# شاپرکان فلزنشان
شاپرکان فلزنشان (نام علمی: Choreutidae) نام یک تیره از راسته پروانه‌سانان است.